# Manel Nadal i Farreras
Manel Nadal i Farreras (Girona, 13 de maig de 1953) és un biòleg i polític català, germà de Joaquim Nadal i Farreras, de l'escriptor Rafael Nadal i del lingüista Josep Maria Nadal.

## Biografia
Originari d'una influent família de la burgesia gironina, els pares de Manel Nadal pertanyen a l'Opus Dei. Va ser membre de l'escoltisme a l'A.E. Sant Narcís de Girona. Es llicencià en Ciències Biològiques a la Universitat Autònoma de Barcelona, i és membre del Col·legi Oficial de Doctors i Llicenciats en Filosofia i Lletres i en Ciències de Catalunya. Ha treballat com a professor agregat de ciències naturals de l'Institut de Batxillerat Pere Alsius, de Banyoles i és membre de l'Ateneu d'Acció Cultural, de l'Associació d'Amics de les Gavarres, del Casino Menestral, de l'Associació d'Agermanament Salt-Quilalí i d'altres. També és membre de la Federació de Treballadors de l'Ensenyament de la UGT. Participà en el procés de democratització dels estatuts de la
Universitat Autònoma de Barcelona.
A finals dels anys setanta fou membre de Convergència Socialista de Catalunya, després del PSC-Congrés i més tard s'afilià al PSC-PSOE, del qual en fou membre de l'executiva nacional. Fou elegit diputat per la circumscripció de Girona a les eleccions al Parlament de Catalunya de 1984, 1988, 1992, 1995, 1999 i 2003. De 1990 a 1992 fou President de la Comissió d'Estudi sobre el Pla Hidrològic de les Conques Internes de Catalunya del Parlament de Catalunya. De desembre del 2003 fins a 2010 ha estat secretari per a la Mobilitat del Departament de Política Territorial i Obres Públiques de la Generalitat de Catalunya, i de 2009 a 2012 coordinador de la Sectorial de Mobilitat. A les eleccions municipals de 2003 fou elegit regidor de Serinyà, càrrec que ocupà fins a 2007.
L'any 2014 va deixar el Partit Socialista per fundar el Moviment d'Esquerres, de la junta del qual forma part.